# NGC 6147
NGC 6147 ist eine 15,2 mag helle Spiralgalaxie vom Hubble-Typ Sb im Sternbild Herkules und etwa 397 Millionen Lichtjahre von der Milchstraße entfernt.
Sie wurde am 26. Mai 1849 von George Stoney, einem Assistenten von William Parsons, entdeckt.
Fast alle modernen Kataloge verweisen, abweichend von Stoneys Positionsangabe, mit der Nummer NGC 6147 auf das Nicht-NGC-Objekt PGC 58078 (Rektaszension 16/25/01.8; Deklination +/40/55/16).